# Большевик (фабрика)
«Большеви́к» — кондитерская фабрика в Москве, существовавшая в период 1855—2012 годов; одно из старейших и крупнейших российских предприятий кондитерской промышленности, специализировалось на выпуске мучных кондитерских изделий: печенья, галет, вафель, тортов и пирожных.

## История
Основана в Москве в 1855 году французским предпринимателем Адольфом Сиу.
К 1900 году торговый дом «С. Сиу и К°» имел сеть фирменных магазинов в Москве, Петербурге, Киеве и Варшаве.
В 1913 году после начала производства печенья «Юбилейное», названного так в честь трёхсотлетия дома Романовых на Российском престоле, фабрике был присвоен статус «Поставщик Двора Его Императорского Величества».
Национализирована после Октябрьской революции 1917 года (отобрана у собственника Шарля Сиу).
В 1924 году присвоено название «Большевик».
До 1927 года на фабрике также выпускались косметические и парфюмерные товары и мыло.
В 1971 году фабрика награждена орденом Ленина «за досрочное выполнение девятой пятилетки».
В декабре 1992 года на первом чековом аукционе 22 % акций фабрики приобрел инвестиционный фонд Альфа-капитал. Осенью 1994 года Альфа-капитал выкупил оставшиеся акции у работников предприятия, увеличив свой пакет акций до 80 %, и продал их французской компании Danone, сделка состоялась по предложению главы Госкомимущества Анатолия Чубайса. В 2007 году контрольный пакет акций предприятия перешёл группе Kraft Foods, приобретшей весь бисквитный бизнес Danone за 5,3 млрд евро; по данным на момент поглощения, из 2 млрд евро годовой выручки проданного бизнеса, 86 млн евро приходилось на «Большевик».
В 2011 году владельцы объявили о закрытии фабрики и переносе производства в Собинку Владимирской области, в  проект было вложено 1,5 млрд. руб.

## После закрытия
В 2012 году имущественный комплекс, включая три сооружения, имеющих статус объектов культурного наследия, был продан за 70 млн долл. группе O1 Properties Бориса Минца и группе Tactics Павла Шишкина.
После продажи территория площадью 5,4 га и помещения предприятия переданы в реконструкцию под бизнес-центры и апартаменты, проект получил наименование «культурно-деловой комплекс „Большевик“» (культурный объект на территории комплекса — Музей русского импрессионизма Бориса Минца); бывший 3-й цех по производству тортов и пирожных, сдававшийся с 2010 года предпринимателям Данелии и Седову (фирма «Венский цех») выведен на Хлебозавод № 12. Реконструкция исторических зданий бывшей фабрики завершилась в 2017 году.
В 2017 году Минц выкупил у Шишкина долю в проекте, став единственным владельцем бывшей фабрики.
По состоянию на 2017 год на территории введено в эксплуатацию 31 тыс. м² офисных помещений, 14 тыс. м² реконструируется под апартаменты, 43 тыс. м² — под коммерческую недвижимость, вводимое в эксплуатацию в 2019 году отдельное строение на 17 тыс. м² офисной площади запланировано для сдачи в аренду оператору связи «Билайн» под штаб-квартиру.